# JAM (アルバム)
『JAM』（ジャム）はRicken'sの3rdアルバム。

## 内容
作詞･作曲の構成は1stアルバム『WHO』と同様に佐々木収が奇数番号の楽曲を、石田匠が偶数番号の楽曲を手がけている。ジャケットは、アルバムのタイトル通り、ステレオの形をジャムの瓶にしている。

## 収録曲

### CD
1. SUNNY
2. 桜涙
3. above the horizon
4. Hungry mind
5. 彼女の場合
6. Night patrol
7. シャウト2006
8. Endroll of hard love
9. ヘアカット・ハイ
10. Is This Love
11. Air Pocket
12. Rock in the City

### DVD（初回盤のみ）
1. 桜涙(Music Clip)
2. SUNNY(Music Clip)
3. SUNNY(Making)
4. 桜涙(TV spot)
5. SUNNY(TV spot)
6. ライナーノーツ